# René Tartara
René Tartara est un nageur et un joueur de water-polo français né le 14 novembre 1881 à Lille (Nord) et mort le 3 septembre 1922 à Hải Phòng (Indochine française). 

## Carrière
Licencié aux Pupilles de Neptune de Lille, René Tartara participe aux épreuves de natation ainsi que de water-polo aux Jeux olympiques d'été de 1900 à Paris. Il remporte la médaille de bronze en 200 mètres nage libre par équipe. 